# Opéra russe à Paris
L’Opéra russe à Paris (ou Grand Opéra russe à Paris) est une compagnie lyrique installée à Paris de 1925 à 1940.
Créé par la cantatrice russe Maria Kouznetsova, il rassemble les chanteurs de la diaspora russe. En 1930, le prince Tsereteli et le colonel de Basil en assurent la direction, puis sont relayés par Michel Kachouk et Fédor Chaliapine en 1933.
Une troupe de ballet y est attachée, un temps dirigée par Bronislava Nijinska. Une partie de cette troupe fusionnera en  avec l'Opéra de Monte-Carlo pour donner naissance aux Ballets russes de Monte-Carlo.
Lors de la saison en 1929, elle donna Le Prince Igor d'Alexandre Borodine avec une chorégraphie des danses polovtsiennes due à Mikhaïl Fokine. Décors de Constantin Korovine. Direction de l'orchestre : Emil Cooper. Le programme était illustré par Ivan Bilibine. C'est à elle que l'on doit notamment la première en France en 1930 de Rouslan et Lioudmila de Mikhaïl Glinka.
Notice tirée de www.idref.fr:
Compagnie lyrique, comprenant une troupe chorégraphique, fondée en 1929 à Paris par la cantatrice Maria Nikolaïevna Kouznetsova (Marie Kousnezoff-Massenet) et son mari Alfred Massenet, dirigée d'abord par le prince A. Zereteli (en 1929), avec M. A. Kroupensky (directeur administratif) et Michel Benois (directeur artistique), puis codirigé par le prince Zereteli (directeur général) et le colonel de Basil (directeur-administrateur) (1930-1933), ensuite par Michel Kachouk et Fedor Chaliapine, et de nouveau dirigé par le prince Zereteli (1940-1941). - Secrétaire général Édouard Beaudu (1929-1930). - 
Elle regroupa un grand nombre d'anciens pensionnaires des théâtres impériaux de Russie. - Elle porta plusieurs noms : Opéra privé de Paris (1929-1930), Opéra russe à Paris (1930-1933, 1940-1941), Grand opéra russe (sous la direction Kachouk). - Elle possédait ses propres ateliers de costumes et de décors et produisait des opéras russes à Paris (Théâtre des Champs-Élysées) et en Europe (Nice, Monaco, Amsterdam, Barcelone, Londres, Bruxelles...). Les productions étaient associées le plus souvent à l'Orchestre des Concerts symphoniques Walther Straram. - Une partie de la troupe chorégraphique fusionna avec le Ballet de l'Opéra de Monte-Carlo pour former les Ballets russes de Monte-Carlo du colonel de Basil (en 1932).
La troupe se reconstitua en 1945 sous la direction artistique de Boris Borisoff, et sous le nom "Opéra russe", ou "Grand opéra russe.
Il convient de la distinguer de la compagnie "Opéra russe" fondée circa 1926 et dirigée par Cyrille Slaviansky-d'Agreneff (1882-1948).